# Jürgen Prochnow
Jürgen Prochnow (n. 10 iunie 1941, Berlin, Germania Nazistă) este un actor german.

## Biografie
S-a născut în Berlin și a crescut în Düsseldorf.  A urmat o carieră in domeniul bancar până când a absolvit școala de actorie Folkwang-Schule din Essen (1963-1966). A fost angajat la teatrele din Osnabrück, Aachen și Heidelberg și la începutul anilor 1970 a debutat în filme de televiziune. După scurt timp, a jucat și în filme cinematografice, printre altele ale regizorilor Reinhard Hauff, Volker Schlöndorff și Wolfgang Petersen.
Cu rolul principal al căpitanului în filmul Submarinul (1981), el a avut un mare succes și a continuat cariera sa la Hollywood. A jucat în filmele Dune, Beverly Hills Cop II, Hurricane Smith, Twin Peaks - Ultimele șapte zile ale Laurei Palmer, Prețul trupului, Judge Dredd, Pacientul englez, Air Force One, Codul lui Da Vinci și în serialele 24 de ore și NCIS: Los Angeles.

## Filmografie
- Zoff (1971)
- Auf Befehl erschossen (film TV, 1972)
- Tatort – Jagdrevier (film TV, 1973)
- Einer von uns beiden (1974)
- Die Verrohung des Franz Blum (1974)
- Onoarea pierdută a Katharinei Blum (1975)
- Shirins Hochzeit (film TV, 1976)
- Hans im Glück (film TV, 1976)
- Schaurige Geschichten – Taxi nach Hamburg (film TV, 1976)
- Die Konsequenz (1977)
- Tatort – Das Mädchen von gegenüber (film TV, 1977)
- Operation Ganymed (1977)
- Soweit das Auge reicht (1980)
- Submarinul (1981)
- Fortăreața (1983)
- Love Is Forever (film TV, 1983)
- Dune, (1984)
- Forbidden (1984)
- Der Bulle und das Mädchen (1985)
- Murder: By Reason of Insanity (film TV, 1985)
- Killing Cars (1986)
- Terminus (1987)
- Beverly Hills Cop II (1987)
- Des Teufels Paradies (1987)
- Al șaptelea semn (1988)
- A Dry White Season (1989)
- The Fourth War (1990)
- Kill Cruise (1990)
- The Man Inside (1990)
- Robin Hood (1991)
- Twin Peaks - Ultimele șapte zile ale Laurei Palmer (1992)
- Interceptor (1992)
- Hurricane Smith (1992)
- Die Wildnis (film TV, 1993)
- Prețul trupului (1993)
- Der Fall Lucona (1993)
- The last border (1993)
- The Fire Next Time (film TV, 1993)
- Lie Down with Lionse (film TV, 1994)
- Creatorii de coșmaruri (1994)
- Judge Dredd (1995)
- Tödliche Wahl (film TV, 1995)
- Fesseln (film TV, 1995)
- Pacientul englez (1996)
- Sorellina e il principe del sogno (film TV, 1996)
- Der Schrei der Liebe (film TV, 1997)
- Genetic Code (1997)
- Air Force One (1997)
- The Replacement Killers (1998)
- Schuldig (1998)
- Wing Commander (1999)
- Esther (film TV, 1999)
- Der blonde Affe (film TV, 1999)
- Heaven’s Fire (film TV, 1999)
- Padre Pio (film TV, 2000)
- The Last Stop (2000)
- Das blonde Biest – Wenn Mutterliebe blind macht (film TV, 2000)
- Last Run (2001)
- The Elite (2001)
- Ripper (2001)
- Dark Asylum (2001)
- Heaven’s Fire (2002)
- Baltic Storm (2003)
- Heart of America (2003)
- House of the Dead (2003)
- Julie, Chevalier de Maupin (film TV, 2004)
- See Arnold Run (film TV, 2005)
- Chain Reaction (2006)
- Codul lui Da Vinci (2006)
- Schröders wunderbare Welt (2006)
- Beerfest (2006)
- The Celestine Prophecy (2006)
- Ohne einander (film TV, 2007)
- Monstrul preistoric (2007)
- Nanking (2007)
- La conjura de El Escorial (2008)
- Merlin und der Krieg der Drachen (2008)
- Tatort – Schlafende Hunde (film TV, 2010)
- 24 de ore (serial TV, 2010)
- Die Jagd nach der Heiligen Lanze (film TV, 2010)
- Sinners & Saints (2010)
- NCIS: Los Angeles (serial TV, 3 episoade, 2010, 2014)
- Nachtschicht – Das tote Mädchen (film TV, 2010)
- Amigo – Bei Ankunft Tod (film TV, 2010)
- Die Schuld der Erben (film TV, 2012)
- Ohne Gnade (2012)
- Company of Heroes (2013)
- Die Kinder meiner Tochter (film TV, 2013)
- Hitman: Agent 47 (2015)
- Remember (2015)
- Die dunkle Seite des Mondes (2015)
- Tatort – Borowski und das verlorene Mädchen (film TV, 2016)
- Kundschafter des Friedens (2017)
- Leanders letzte Reise (2017)
- Damascus Cover (2017)
- A Hidden Life (2017)
- Der Alte und die Nervensäge (2020)
- Eine Handvoll Wasser (2020)
- The Last Rifleman (2023)